# Crossopteryx febrifuga
Crossopteryx febrifuga är en måreväxtart som först beskrevs av Adam Afzelius och George Don jr, och fick sitt nu gällande namn av George Bentham. Crossopteryx febrifuga ingår i släktet Crossopteryx och familjen måreväxter. Inga underarter finns listade i Catalogue of Life.